# Namiq Abbaslı
Namiq Abbaslı (12 de septiembre de 1997) es un deportista azerbaiyano que compite en yudo adaptado. Ganó una medalla de bronce en los Juegos Paralímpicos de Tokio 2020 en la categoría de –66 kg.

## Palmarés internacional
| Juegos Paralímpicos | Juegos Paralímpicos | Juegos Paralímpicos | Juegos Paralímpicos |
| Año                 | Lugar               | Medalla             | Categoría           |
| ------------------- | ------------------- | ------------------- | ------------------- |
| 2020                | Tokio (Japón)       | Medalla de bronce   | –66 kg              |